# Athyreus unicornis
Athyreus unicornis es una especie de coleóptero de la familia Geotrupidae.

## Distribución geográfica
Habita en Colombia.